# الصفصاف (ولاية مستغانم)
الصفصاف إحدى بلديات دائرة بوقيرات التابعة لولاية مستغانم.
الأعضاء : مداح عبد القادر-درقاوي الميلود-بشكات عبد الله-اوراري عبد الله-مصابيح أوراري-دحمان جمال-بويش الحاج-مداح رشيد-مداح محمد-شعيب إسماعيل-سعيدة بوزيان- بلاش فوضيل- طرمول الحبيب.
المندوب البلدي: بلاش فوضيل
النائب الأول: مداح عبد القادر
النائب الثاني: درقاوي الميلود
1. ↑   بي دي إف Recensement 2008 de la population algérienne, wilaya de Mostaganem, sur le site de l'ONS. نسخة محفوظة 03 مارس 2016 على موقع واي باك مشين.